# مرلی (دهانه)
مرلی یک دهانه برخوردی در ماه‌ است.